# Spirama triloba
Spirama triloba är en fjärilsart som beskrevs av Achille Guenée 1852. Spirama triloba ingår i släktet Spirama och familjen nattflyn. Inga underarter finns listade i Catalogue of Life.